# Кхин Ньюн
Генерал Кхин Ньюн (бирм. ခင်ညွန့်; MLCTS: hkang nywan.; МФА kʰɪ̀ɴ ɲʊ̰ɴ; англ. Khin Nyunt) — военный и политический деятель Мьянмы. Он возглавлял военную разведку Мьянмы с 1984 по 2004 гг. Также являлся видным деятелем Государственного совета мира и развития (ГСМР): с 1997 года был первым секретарём ГСМР, а с 25 августа 2003 года по 18 октября 2004 года премьер-министром Мьянмы. Снят с должности премьер-министра и главы военной разведки в октябре 2004 года и отправлен в отставку из-за разногласий с главой военной хунты старшим генералом Тан Шве. В 2005 был осуждён по обвинениям в коррупции на 44 года тюрьмы, но амнистирован 12 января 2012 года указом президента Мьянмы Тейн Сейна.
Женат на До Кин Вин Швей (Daw Kin Win Shwe), медике по профессии. Имеет дочь, Тин Ле Ле Вин (Thin Le Le Win), и двоих сыновей — подполковник Зо Найн У (Zaw Naing Oo) и доктор Е Найн Найн Вин (Ye Naing Win), который владеет компанией Bagan Cybertech — одним из немногих поставщиков интернет-услуг в Мьянме.

## Биография
Кхин Ньюн родился 11 октября 1939 года в городе Чаутан, Янгонского района). По происхождению бирманский китаец.
Кхин Ньюн обучался в 25-й группе Школы подготовки офицеров в 1960 году после того как бросил учёбу в Янкинском колледже в конце 1950-х годов.
По окончании армейской карьеры, в 1984 году был вызван в Рангун после атаки на южнокорейскую делегацию, прибывшую с визитом в Бирму. В результате теракта, организованного 9 октября 1983 террористами, прибывшими из КНДР, погиб 21 человек, в том числе 3 члена южнокорейского кабинета министров из состава делегации. Это нанесло серьёзный удар по международному имиджу Бирмы. В это время Кхин Ньюн был назначен шефом Военной разведки.
С середины 1980-х до конца 1990-х годов Кхин Ньюн считался протеже генерала Ней Вина, который был вынужден покинуть пост главы государства и уйти из политической жизни в июле 1988 года в результате народных выступлений, но играл, по сведениям, важную роль за кулисами политической жизни Мьянмы.
События 1988 года, продолжавшиеся с марта по сентябрь были остановлены Государственным советом восстановления законности и правопорядка (ГСВЗП), сформированным 18 сентября 1988 года. В 1997 году ГСВЗП был переименован в Государственный совет мира и развития (ГСМР), где Кхин Ньюн стал Первым секретарём. В этой должности он пробыл до августа 2003 года, когда был назначен премьер-министром Мьянмы.
В течение 1990-х годов Кхин Ньюн подписал соглашения о перемирии с двадцатью этническими повстанческими группировками, действовавшими на севере и востоке Мьянмы в обмен на большую свободу на принадлежавших им территориях. Особенно примечательны соглашения о перемирии, подписанные с наркобароном Кхун Са и каренами. Он также являлся сторонником сближения с Индией и был лицом режима на международной арене. Во многом благодаря умелой внешней политике Кхин Ньюна Мьянма в 1997 году была принята в состав АСЕАН.
В 2003 году, вскоре после назначения на пост премьер-министра, он выдвинул план «Дорожной карты движения к демократии», которая включала в себя 7 этапов. Эта программа был подвергнута критике со стороны оппозиции и некоторых иностранных правительств, поскольку подразумевала непременное участие военных в парламенте и политической жизни страны. Помимо всего прочего, данный план не предусматривал точных сроков прохождения этапов на пути к демократии. Однако, в странах региона, а также в России и Китае, «Дорожная карта» была встречена с одобрением.
Первым этапом «Дорожной карты» стал созыв Национальной конституционной конвенции (НКК), собранной впервые в январе 1993 года, которая была временно распущена 30 марта 1996 года. НКК была призвана создать основные положения новой Конституции страны. Она была снова созвана 17 мая 2004 года и снова распущена несколькими неделями позже.
Это начинание дала пищу разговорам о «либерализации» военного режима, в которых Кхин Ньюн представлялся как умеренный и прагматичный политик, сознающий необходимость диалога с оппозицией. Это породило неприязнь к сторонникам «жёсткой» линии в хунте, председателю ГСМР старшему генералу Тан Шве и вице-председателю ГСМР вице-старшему генералу Маун Эю, противникам любого ослабления контроля армии над страной и диалога с Аун Сан Су Чжи и возглавляемой ей НЛД. Однако, генерал Кхин Ньюн во время своего пребывания у власти не занимался деятельностью по освобождению политических заключённых. По сообщениям НГО, специализирующихся на защите прав человека, и западных посольств, многие лидеры этнических меньшинств были даже помещены под арест и подвергались пыткам, например У Кхун Тхун У из «Лиги шанских национальностей за демократию», или У Чо Мин, лидер рохинджа из «Национальной демократической партии за права человека».
18 октября 2004 года было выпущено коммюнике, подписанное Председателем ГСМР старшим генералом Тан Шве, в единственной фразе которого сообщалось, что генералу Кхин Ньюну «позволено уйти в отставку по состоянию здоровья». Он был арестован в тот же день (по официальной версии «помещён под охрану»). По сообщениям СМИ, в день ареста были закрыты границы Мьянмы, а телефонная связь со столицей Янгоном на некоторое время прервалась. Несколькими днями позже были опубликованы обвинения в коррупции. Отставка генерала Кхин Ньюна ознаменовала победу более жесткой линии Тан Шве над «интеллектуальной фракцией» в Вооружённых силах Мьянмы, включавшей в основном представителей военной разведки, шефом которой являлся Кхин Ньюн.
С 5 июля 2005 года в тюрьме Инсейн близ Янгона проходил суд над Кхин Ньюном по различным обвинениям в коррупции. 21 июля он был осуждён специальным трибуналом на 44 года заключения (наказание имело форму домашнего ареста). Его сыновья также были осуждены на 51 и 68 лет тюрьмы. Неизвестно, обвинялась ли в чём-любо его супруга.

## Истинные причины отставки
Достоверно известно, что отставка произошла из-за противостояния Кхин Ньюна и Тан Шве, отношения между которыми были напряжёнными. Существуют несколько версий произошедших событий. Согласно одной из них, Кхин Ньюн был отставлен за тёплые связи с оппозицией (известно, что у него сложились доверительные отношения с Аун Са Су Чжи). По другой, Тан Шве решил просто взять в свои руки всю экономическую власть, поскольку премьер обладал большими полномочиями в этой сфере. Согласно третьей, Тан Шве просто устранил возможного конкурента в политической сфере. Как и Тан Шве, Кхин Ньюн не оканчивал Академии обороны в Пьин У Лвине и не принадлежал к кланам внутри мьянманского армейского истеблишмента, являясь независимой фигурой, которая могла составить конкуренцию действовавшему главе ГСМР.

## Освобождение
В июле 2009 года достоянием публики стало видео, на котором Кхин Ньюн в доме бывшего мьянманского министра бригадного генерала Тин Све, снятое 7 июля 2009 года. Это подтвердило сообщения о том, что экс-генералу вместе с его женой позволено периодически покидать их дом, начиная с марта 2008 года. В декабре 2010 года на YouTube появилось другое видео продолжительностью 16 минут, на котором Кхин Ньюн встречается с главой полиции Кхин Йи и старшими офицерами.
Его шурин Тан Ньейн является одним из основателей и председателем Национального демократического фронта. Тин Тху, его племянник, в тюрьме с октября 2004 года. В данный момент Кхин Ньюна называют в мьянманской прессе и разговорах просто «У» (уважительное обращение к мужчине, «господин»).
Кхин Ньюн был амнистирован и освобождён из-под домашнего ареста 12 января 2012 года по указу действующего президента Тейн Сейна.

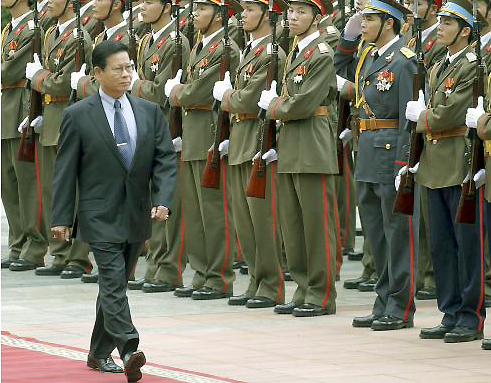
Кхин Ньюн осматривает вьетнамский почётный караул в Президентском дворце в Ханое. Вьетнам, 9 августа 2004 года.
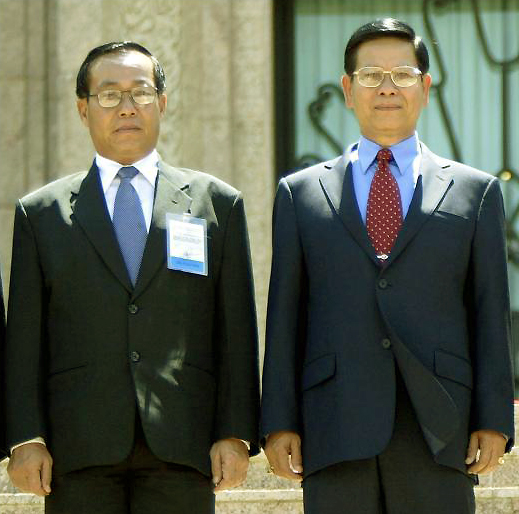
Со Вин (слева), сменивший Кхин Ньюна (справа) на посту премьера.
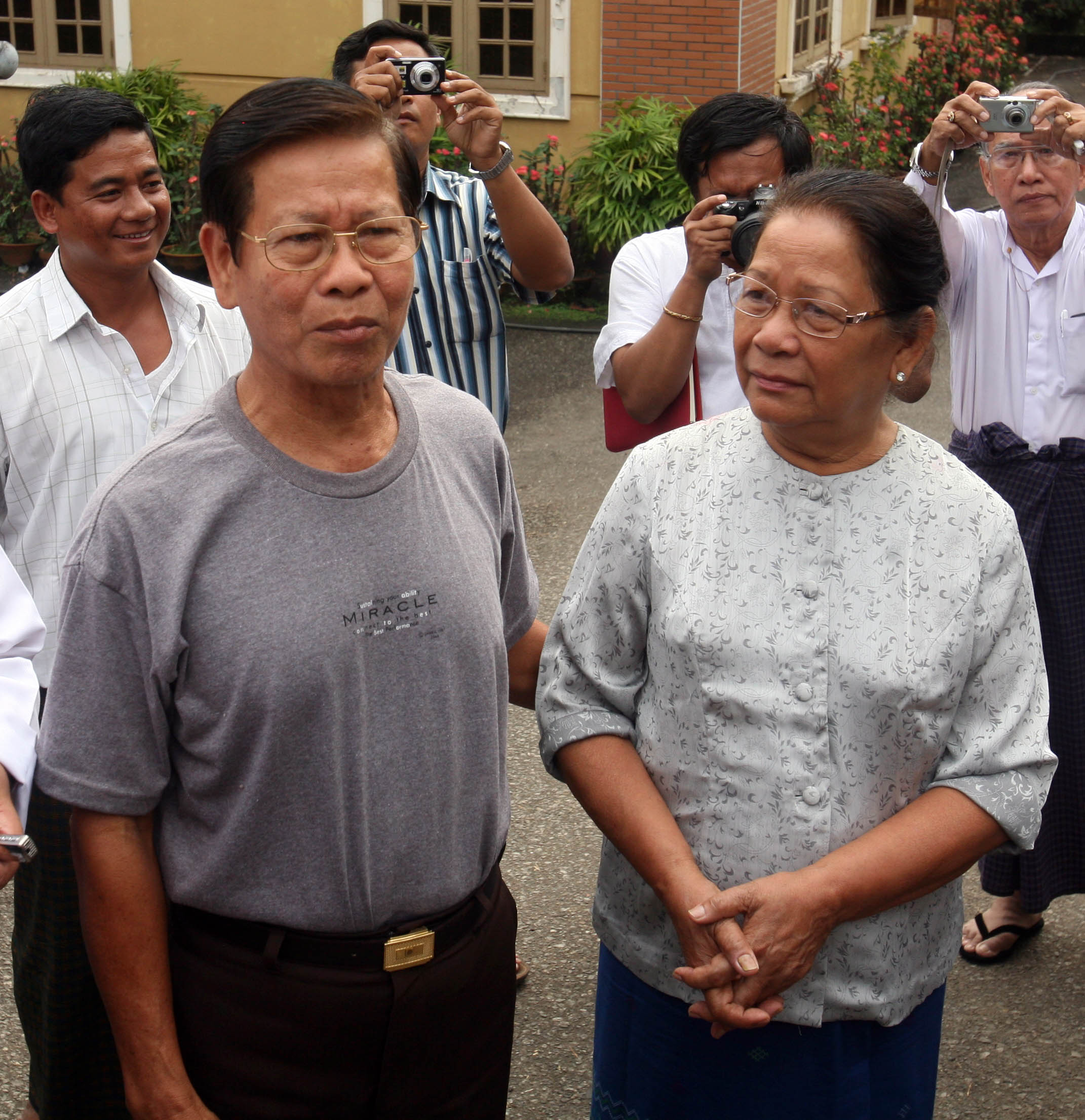
Кхин Ньюн вскоре после освобождения в начале 2012 года.